# Francisco Palau Rabassó

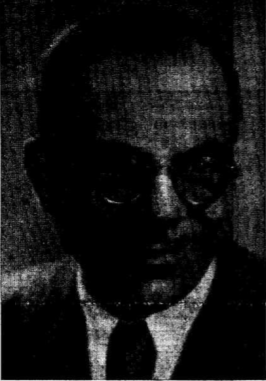
Francisco Palau Rabassó

Francisco de Paula Palau Rabassó (Vendrell, 1 de noviembre de 1900-†5 de enero de 1954) fue un ingeniero textil y militante españolista de Cataluña, fundador de la Peña Ibérica.

## Biografía
Nació en el seno de una familia acomodada de ideas monárquicas y religiosas. Su padre, acaudalado propietario agrícola, había sido presidente del Sindicato Agrario y la Cámara Agrícola de Vendrell y cabo del Somatén local, además de padrino de Pau Casals. Sus hermanos Salvador y Joaquín María se dedicaron también a la política: Salvador Palau Rabassó, del partido maurista, fue diputado provincial por el distrito de Tarragona-Vendrell entre 1921 y 1924 y vicepresidente de la Diputación de Tarragona, mientras que Joaquín María Palau Rabassó fue alcalde de Vendrell en 1930.
Francisco Palau cursó en Vendrell el Bachillerato. Residió después en Barcelona, donde se afilió al Círculo Tradicionalista de la calle Puertaferrisa, a la Agrupación Escolar Tradicionalista y al Requeté. Dentro del carlismo, era partidario de la corriente radical y españolista de La Trinchera, enfrentada a los que promovían las alianzas electorales con la Lliga Regionalista. Palau fue expulsado del Círculo Tradicionalista tras una pelea en 1917 entre tradicionalistas españolistas y aquellos afines a la Lliga, en que cayó uno de los implicados desde el balcón del Círculo Tradicionalista.
Ese mismo año empezó en Villanueva y Geltrú los peritajes Textil, Electricista y Mecánico. Allí trabó amistad con un compañero de clase, Domingo Batet López (hijo del general Batet) y continuó su militancia política españolista.
Posteriormente se trasladó a Tarrasa para cursar la carrera de Ingeniero Textil, que terminaría en 1924. Reintegrado en el jaimismo, en 1920 fundó la Juventud Jaimista de Vendrell y en 1922 participó en la fundación de los Grupos Esportivos Iberia (G.E.I.), organización de la Juventud Tradicionalista, que se encargó de estructurar en Vendrell y en Tarrasa. El año siguiente se fundó también la Peña Deportiva Ibérica, vinculada al RCD Español.
Al instaurarse el directorio militar de Primo de Rivera, recibió la orden de movilizar a los G.E.I. para ayudar en lo que fuese necesario a su implantación. Sin embargo, en 1925, Juan Bautista Roca, uno de los dirigentes de las Juventudes jaimistas y miembro del grupo de La Protesta, trató de implicar a los G.E.I. en un complot contra la dictadura, que había prohibido a los jaimistas desarrollar su actividad tras la publicación de un manifiesto contra el régimen por parte de Jaime de Borbón. Según el propio Palau, al enterarse de que iban «conchabados con Macià, Barriobero, la Lliga, Vidal y Barraquer», se negó a participar y advirtió a Roca que si sus grupos salían sería para «pasar a degüello a los grupos de Macià». Pocos días después, Palau volvió a abandonar la disciplina del partido jaimista.

### Al frente de la Peña Ibérica
A raíz de estos incidentes, Palau y otros se hicieron con el control de la Peña, que pasó a denominarse «Peña Ibérica» a secas, y de la cual Palau sería más adelante presidente.
El 18 de enero de 1926, día previo a un derbi Español-Barcelona, fundaron también una revista, Lucha Deportiva, que fue dirigida por José María Poblador e incluía crónicas de partidos de fútbol, rugby y otras secciones pericas. La publicación se mostró orgullosa de la fama que estaba adquiriendo su Peña, afirmando que «donde juega el Español hay garrotazos (...) no falla para evitar coacciones de ciertos públicos fanáticos y chillones». Palau destacó como «hooligan» y en 1928 la revista deportiva Xut! escribió en tono irónico que los de la Peña Ibérica habían celebrado un banquete en honor de su secretario (Francisco Palau) «amb motiu d'ésser qui va repartir més garrotades en el partit Barça-Español».
En 1927 la Peña Ibérica decidió publicar un nuevo semanario, La Verdad Deportiva, donde Francisco Palau publicó una serie de artículos denunciando las actividades que realizaban los separatistas catalanes clandestinamente y en el extranjero. En 1929 Joaquín Bau, jefe de la Unión Patriótica en la provincia de Tarragona, le ofreció el puesto de alcalde de Vendrell, pero declinó. Por ese tiempo se hizo del Somatén.
Tras la proclamación de la Segunda República, Palau acentuó aun más su compromiso político y afirmó en un acto de la Peña Ibérica que «para conseguir la paz deben prepararse para la guerra, y que en España no habrá paz mientras no desaparezcan los que viven y medran aprovechando los momentos tristes de la patria». Según el propio Palau, en un artículo de La Verdad Deportiva llegarían a declararse fascistas. Palau, junto con José María Poblador, era uno de los líderes más carismáticos del grupo.
Durante esos años Francisco Palau trabajaba como ingeniero en Cementos Sansón, una cementera situada entre San Feliu de Llobregat y San Justo Desvern. En San Feliu contactó con otro carlista de acción, Ruperto Lladó. Palau participaría en conspiraciones antirrepublicanas con alfonsinos, carlistas y antiguos dirigentes de los Sindicatos Libres. En abril de 1932 planearon incluso atentar contra Niceto Alcalá-Zamora y Manuel Azaña, y asaltar el palacio de la Generalidad.
Ingresó en Falange Española en 1933, pero se separó de este partido al año siguiente al considerar que un sector de falangistas de Barcelona, liderado por Roberto Bassas, eran criptocatalanistas.

### Conspiración y guerra civil
En mayo de 1936 los Sindicatos Libres y la Peña Ibérica unieron esfuerzos para actuar clandestinamente bajo el nombre de «Cruces de Sangre». Se nombró un comité directivo formado por Francisco Palau, por la Peña Ibérica, y Ramón Sales, por los Libres. En sus proclamas, redactadas por el propio Palau, manifestaron el recurso a la violencia como única solución para España y la necesidad de un Estado totalitario corporativo.
En la conspiración con los militares de la UME, al grupo liderado por Palau se le encargó vigilar especialmente el Casino Militar. Al producirse la sublevación del 19 de julio en Barcelona, Palau se presentó en el Cuartel de la Guardia Civil en la calle del Consejo de Ciento, pero al conocer que la Guardia Civil no se iba a sumar al golpe, huyó y se refugió en Valencia, donde pasó la guerra con otro nombre.
Tras la guerra civil española, al ver triunfantes los postulados por los que había luchado toda la vida, se retiró de la política activa. Durante el régimen del general Franco le ofrecieron varios cargos públicos, como el de Delegado Provincial del Sindicato Nacional Textil y, en 1951, el de Delegado Especial en Barcelona de la Comisión Reguladora para la distribución del carbón, así como el de candidato para Concejal del Ayuntamiento de Barcelona, pero no aceptó ninguno de ellos.
Se casó con María Pilar Aleu Romeu, con quien tuvo por hijos a José María, María Pilar y María Antonia Palau Aleu.